# Sirens of the Sea
Sirens of the Sea é o segundo álbum do grupo de música eletrônica Above & Beyond e o primeiro lançado sob o nome de OceanLab. O álbum, lançado em 2008, inclui os três membros do Above & Beyond além da vocalista Justine Suissa.
Em 8 de junho de 2009 recebeu uma versão remixada.

## Precedentes
O OceanLab foi formado em 2000 pelos três integrantes do Above & Beyond: Jono Grant, Tony McGuinness e Paavo Siljamaki, além da vocalista Justine Suissa. Juntos, lançaram 4 singles, dentre eles Satellite que atingiu a 19.ª posição nas paradas britânicas.
Desde 2005 um álbum do OceanLab havia sido especulado, inclusive com uma remix da faixa-título por Kyau & Albert aparecendo na coleção Anjunabeats Volume 3 antes mesmo da versão original nem sequer ser lançada.

## Faixas
Todas as faixas produzidas por Above & Beyond e Justine Suissa. Produção de batida adicional em "Miracle" por Bob Bradley.
| N.º | Título                     | Duração |  |
| 1.  | "Just Listen"              | 3:50    |  |
| 2.  | "Sirens of the Sea"        | 5:56    |  |
| 3.  | "If I Could Fly"           | 5:09    |  |
| 4.  | "Breaking Ties"            | 5:14    |  |
| 5.  | "Miracle"                  | 6:43    |  |
| 6.  | "Come Home"                | 4:33    |  |
| 7.  | "On a Good Day"            | 5:57    |  |
| 8.  | "Ashes"                    | 6:30    |  |
| 9.  | "I Am What I Am"           | 4:46    |  |
| 10. | "Lonely Girl"              | 5:32    |  |
| 11. | "Secret"                   | 5:20    |  |
| 12. | "On the Beach"             | 4:45    |  |
| 13. | "Breaking Ties" (Flow mix) | 6:11    |  |